# Râul Cobilioara
Râul Cobilioara (în ucraineană Кобилара/Кобилора, transliterat: Kobîlara/Kobîlora) este un curs de apă, afluent de stânga al râului Suceava. 
Râul izvorăște din Obcina Mestecăniș sub Vârful Bobeica, la cota 1318 m.d.M. Cursul superior al râului curge pe teritoriul României; apoi râul trece pe teritoriul Ucrainei, curgând aproximativ paralel cu frontiera româno-ucraineană, la Nord de aceasta. Lungimea cursului de apă este de 17 km din care 5 km pe teritoriul României iar restul pe teritoriul Ucrainei, iar suprafața de bazin de circa 50 km2, din care 24 km2 pe teritoriul României, altitudinea medie a bazinului fiind de 1123 m.d.M. Panta medie a cursului de apă este 91 ‰, iar coeficientul de sinuozitate 1,53.
Râul se varsă în râul Suceava la cota 864 m.d.M. în localitatea Șipotele Sucevei din Ucraina.  

## Hărți
- Harta județului Suceava
- Harta Obcinele Bucovinene  Arhivat în 30 iulie 2009, la Wayback Machine.